# البطاقة الذكية غير التلامسية
بطاقة لا تلامسية أو البطاقة الذكية غير التلامسية (بالإنجلزيية: contactless smart card) هي بيانات اعتماد لا تلامسية أبعادها بحجم بطاقة الائتمان. يمكن لدوائرها المدمجة تخزين البيانات (وأحيانًا معالجتها) والتواصل مع محطة عبر تقنية الاتصال قريب المدى (NFC) . تشمل الاستخدامات الشائعة تذاكر المواصلات والبطاقات المصرفية وجوازات السفر.
هناك فئتان عريضتان من البطاقات الذكية بتقنية الأثير. تحتوي بطاقات الذاكرة على مكونات تخزين ذاكرة مستدامة، وربما بعض رقاقات الأمان المحدد. البطاقات الذكية غير التلامسية تحتوي على خاصية قراءة فقط بموجات الراديو تدعى CSN (بطاقة الرقم التسلسلي) أو UID، وتحوي البطاقة الذكية على رقاقة قابلة لإعادة الكتابة التي يمكن نسخها عبر موجات الراديو.

## نظرة عامة

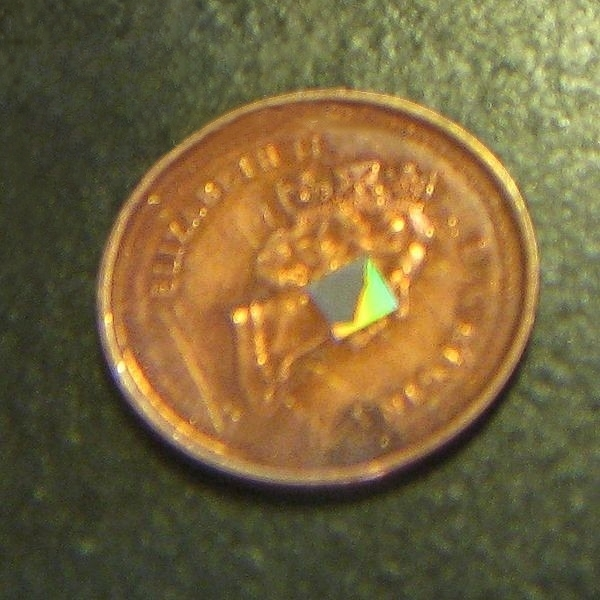
مقارنة حجم الرقاقة بحجم بنس واحد كندي

تتميز البطاقة الذكية غير التلامسية كما يلي:
- الأبعاد هي عادة بحجم بطاقة الائتمان. تعرف ID-1 من ISO / IEC 7810 القياسية بأنها 85.60 × 53.98 × 0.76   مم (3.370 × 2.125 × 0.030 بوصة).[1]
- تحتوي على نظام أمان له خصائص مقاومة للعبث (على سبيل المثال، معالج تشفير آمن ونظام ملفات آمن وميزات قابلة للقراءة من قبل الإنسان) ويمكنه تقديم خدمات أمنية (مثل سرية المعلومات في الذاكرة).
- الأصول المدارة عن طريق أنظمة الإدارة المركزية، أو التطبيقات، التي تتلقى أو تتبادل المعلومات مع البطاقة، مثل القائمة الساخنة للبطاقة والتحديثات لبيانات التطبيق.
- تنقل بيانات البطاقة عبر موجات الراديو إلى نظام الإدارة المركزية من خلال أجهزة قراءة البطاقة، مثل أجهزة نقاط البيع وقارئات التحكم في الوصول إلى المدخل وقارئات التذاكر وأجهزة الصراف الآلي وأجهزة قراءة سطح المكتب المتصلة بـ USB وما إلى ذلك.

### فوائد
البطاقات الذكية غير التلامسية أو بطاقات الأثير يمكن استخدامها لتحديد الهوية، والتوثيق، وتخزين البيانات. كما أنها توفر وسيلة لتنفيذ المعاملات التجارية بطريقة مرنة وآمنة وموحدة مع الحد الأدنى من التدخل البشري.

## التاريخ
استعملت البطاقات الذكية اللاتلامسية لأول مرة للتذاكر الإلكترونية في عام 1995 في سيول، كوريا الجنوبية.
منذ ذلك الحين، أصبحت البطاقات الذكية المزودة بواجهات لا تلامسية شائعة بشكل متزايد في تطبيقات الدفع والتذاكر مثل النقل الجماعي. على الصعيد العالمي، تستعمل البطاقات اللاتلامسية لتحقيق الكفاءة في النقل العام. المعايير المختلفة الناشئة محلية التركيز وليست متوافقة، على الرغم من أن بطاقة MIFARE Classic من فيليبس لها حصة سوقية كبيرة في الولايات المتحدة وأوروبا.
في الآونة الأخيرة، وافقت شركة فيزا وشركة ماستركارد على معايير المدفوعات العامة "open loop" على شبكاتها، مع نشر ملايين البطاقات في الولايات المتحدة،  وفي أوروبا وحول العالم.
تدخل البطاقات الذكية في برامج التعريف والاستحقاق الشخصي على المستويات الإقليمية والوطنية والدولية. أصبحت بطاقات المواطن وتراخيص السائقين وبرامج بطاقات المرضى أكثر انتشارًا. في ماليزيا، يشتمل نظام الهوية الوطنية الإلزامي MyKad على 8 تطبيقات مختلفة وتعطى لـ 18 مليون مستخدم. يجري دمج البطاقات الذكية اللاتلامسية في جوازات السفر الخاصة بـمنظمة الطيران المدني الدولي لتعزيز الأمن للسفر الدولي.

### أجهزة القارئ
تستخدم قارئات البطاقات الذكية اللاتلامسية موجات الراديو للاتصال بها، وكلاهما يقرأ ويكتب البيانات على البطاقة الذكية. عند استخدامها للدفع الإلكتروني، فهي تقع عادة بالقرب من لوحة PIN وسجلات النقد وأماكن الدفع الأخرى. عند استخدام القراء للنقل العام، فإنهم عادة ما يكونون موجودين على صناديق الأجرة، وآلات التذاكر، والبوابات، ومنصات المحطات كوحدة مستقلة. عند استخدامها للأمان، عادة ما تكون القراءات موجودة على جانب باب الدخول. 

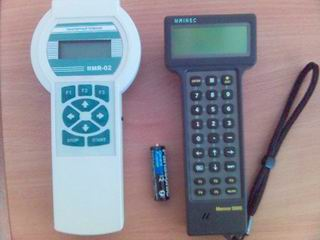
نوفوسيبيرسك في (روسيا). جهاز جمع أجرة النقل CFT
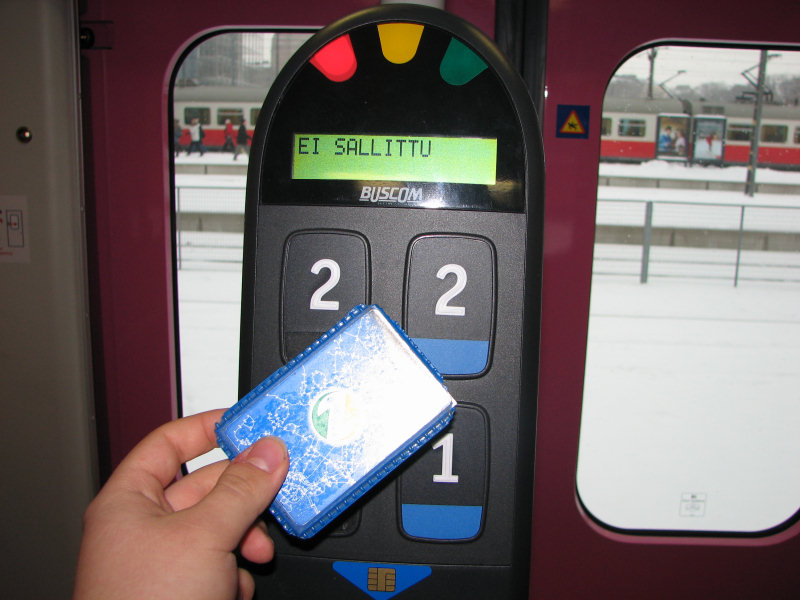
استخدام البطاقة اللاتلامسية لدفع تكاليف المواصلات العامة في منطقة هلسنكي
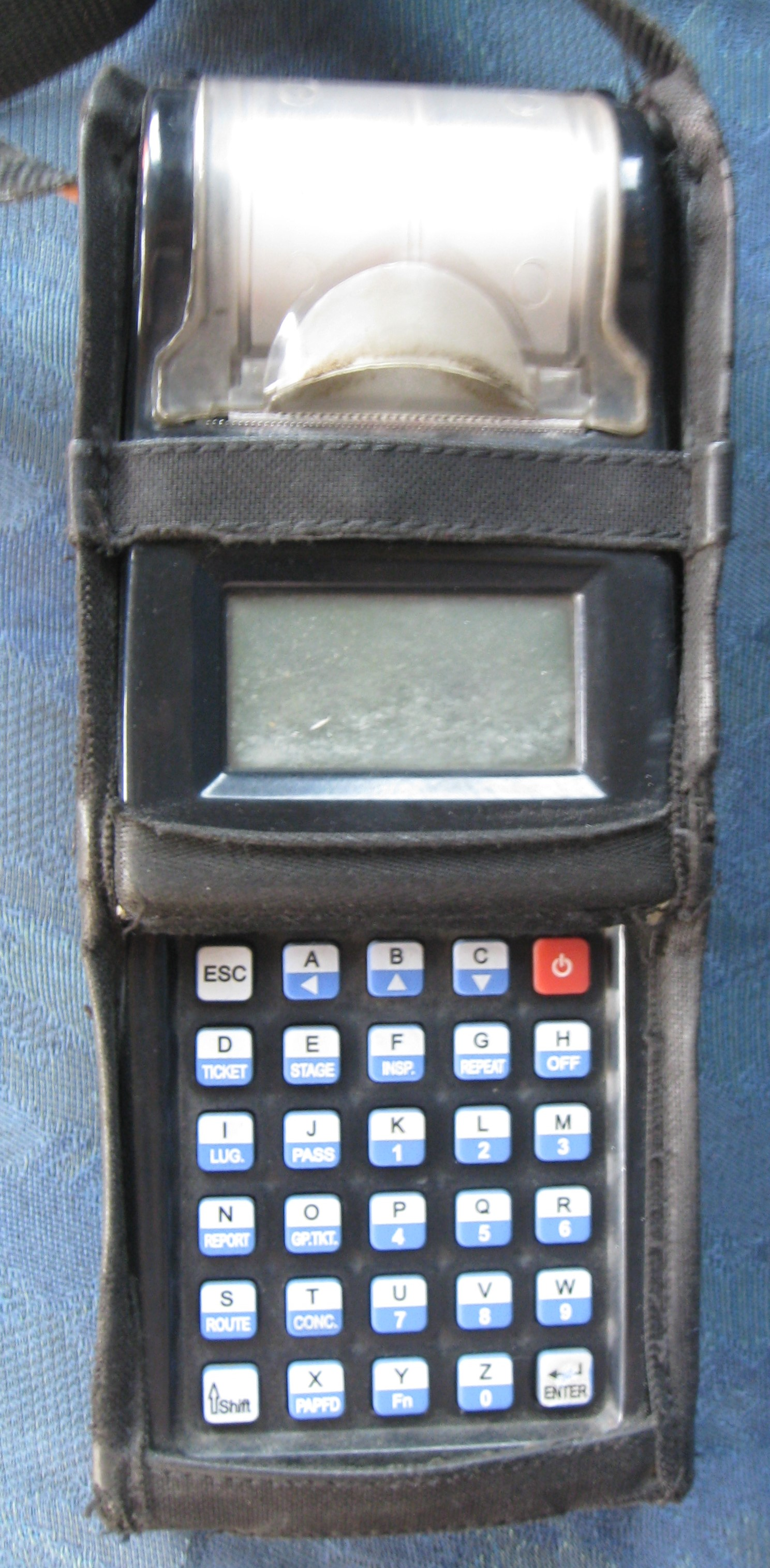
آلة التذاكر  [لغات أخرى]‏ الإلكترونية تستخدم لقراءة البطاقات المدفوعة مسبقا وإصدار التذاكر في مومباي

## تقنية

مخطط RF للبطاقة الذكية

البطاقة الذكية غير التلامسية هي البطاقة التي تتواصل فيها الشريحة مع قارئ البطاقة من خلال تقنية تحريض مشابهة لتلك الخاصة بـ RFID (بمعدلات بيانات تتراوح من 106 إلى 848 كليوبيت / للثانية). تتطلب هذه البطاقات القرب من الهوائي لاستكمال المعاملة. غالبًا ما تُستخدم عندما تكون المعاملات سريعة أو بدون الحاجة لليدين، كما هو الحال في أنظمة النقل الجماعي، حيث يمكن استخدام البطاقة الذكية دون حتى إزالتها من المحفظة. وهناك استعمال لها في محطات الوقود وأغلب محلات التجزئة.
البطاقات الذكية غير التلامسية تعتمد معيار معيار اتصالات ISO / IEC 14443. وهي تعرف نوعين من البطاقات غير التلامسية A و B («أ» و «ب»)  وتسمح بالاتصال على مسافات تصل إلى 10 سنتيمتر (3.9 بوصة) [بحاجة لمصدر] . كانت هناك مقترحات لأنواع ISO / IEC 14443 من الأنواع C و D و E و F و G ولكن رفضتها المنظمة الدولية للتوحيد القياسي.
هناك معيار بديل للبطاقات الذكية غير التلامسية وهو ISO / IEC 15693، والذي يسمح بالاتصالات على مسافات تصل إلى 50 سنتيمتر (1.6 قدم) .
ومن الأمثلة على البطاقات الذكية اللاتلامسية التي تُستخدم على نطاق واسع:
بطاقة EasyCard في تايوان، وبطاقة الأخطبوط بهونغ كونغ، وبطاقة النقل العام في شنغهاي، وتي كوريا الجنوبية،
وبطاقات أويستر في لندن، وبطاقات الإدارة والاتصال البلدية في بكين، وفي جنوب أونتاريو، بطاقة برسيتو،
بطاقة سويتسا لـ مجموعة السكك الحديدية اليابانية، وبطاقة كليبرفي منطقة خليج سان فرانسيسكو، بطاقة Myki ملبورن،
بطاقة أوبال سيدني والبطاقة الهندية موري كارد التي تسبق معيار ISO / IEC 14443 . الجداول التالية تسرد البطاقات الذكية المستخدمة في النقل العام وتطبيقات المحافظ الإلكترونية الأخرى.
التقنية اللاتلامسية ذات صلة بـ RFID (تحديد تردد الراديو). في بعض الحالات، يمكن استخدامها لتطبيقات مشابهة لتطبيقات البطاقات الذكية اللاتلامسية مثل جمع الرسوم الإلكترونية. لا تتضمن أجهزة RFID عادةً ذاكرة قابلة للكتابة أو إمكانية معالجة كما يوجد في البطاقات الذكية اللاتلامسية.  
توجد بطاقات مزدوجة الواجهة تقوم بتطبيق واجهات لاتلامسية وتلامسية على بطاقة واحدة مع بعض التخزين والمعالجة المشتركة. على سبيل المثال، بطاقة النقل المتعددة التطبيقات الخاصة بـ بورتو، والتي تسمى Andante، والتي تستخدم شريحة في وضع الاتصال (ISO / IEC 14443 type B).
مثل البطاقات الذكية التلامسية، لا تحتوي البطاقات اللاتلامسية على بطارية. بدلاً من ذلك، يستعمل محث ُمدمج، يستخدم مبدأ الاقتران الاستقرائي الرنان، لالتقاط بعض الإشارات الكهرومغناطيسية العارضة، وتقويمها، واستخدامها لتشغيل إلكترونيات البطاقة.

## بروتوكولات الاتصال
| اسم             | وصف                                                    |
| --------------- | ------------------------------------------------------ |
| ISO / IEC 14443 | إرسال APDU عبر البروتوكول المحدد في ISO / IEC 14443 -4 |

## تطبيقات

### وسائل النقل

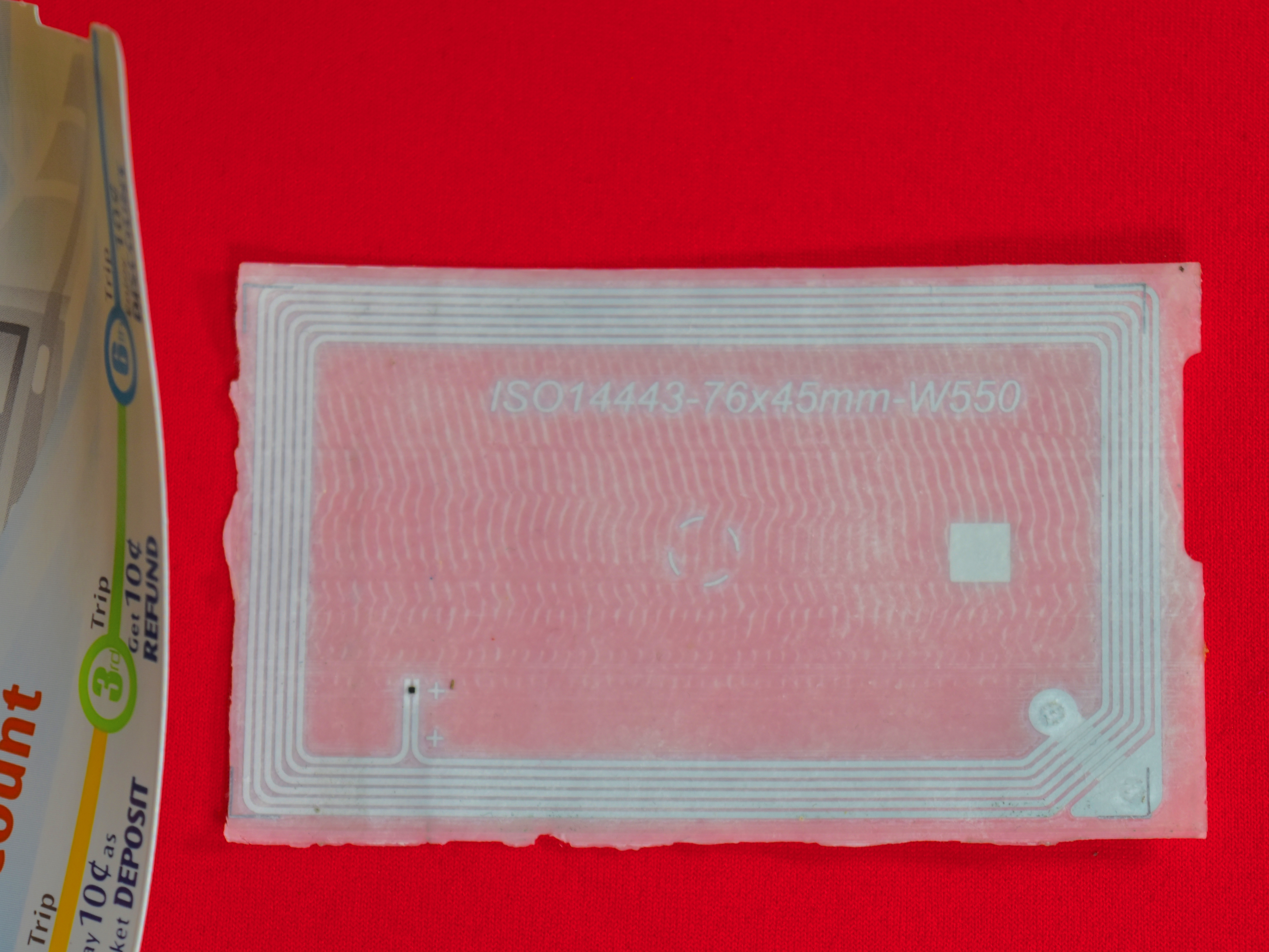
البطانة البلاستيكية (يمين) التي تحتوي على IC والهوائي داخل البطاقة الذكية غير التلامسية المستخدمة في وسائل النقل العام في سنغافورة (يسار)

منذ بدء استخدام بطاقة سيول النقل (يوباس)، انتقلت العديد من المدن إلى إدخال البطاقات الذكية غير التلامسية باعتبارها وسائل الأجرة في نظام جمع الأجرة الآلي.
في عدد من الحالات، تحمل هذه البطاقات محفظة إلكترونية بالإضافة إلى منتجات أجرة، وبالإمكان استخدامها للمدفوعات منخفضة القيمة.

### البطاقات المصرفية اللاتلامسية
بدءًا من عام 2005 تقريبًا، كان أحد التطبيقات الرئيسية للتكنولوجيا هو بطاقات الائتمان والخصم الخاصة بالدفع بدون تلامس. بعض الأمثلة الرئيسية تشمل:
- ExpressPay - أمريكان إكسبريس
- ماستركارد لاتلامسية (سابقا PayPass) - ماستركارد
- فيزا اللاتلامسية (سابقا payWave) - فيزا
- QuickPass - من يونيون باي
- بطاقات الأثير من مدى السعودية
- جي سي بي لاتلامسية (سابقًا J / Speedy)، QUICPay (غير متوافقه مع معيارEMV Contactless / ISO / IEC 14443) - تتبع لـجي سي بي المتحدة
- روباي لاتلامسية - روباي
- Zip - ديسكوفر

بدأ العمل بها في عام 2005 في الولايات المتحدة، وفي عام 2006 في بعض أنحاء أوروبا وآسيا (سنغافورة). في الولايات المتحدة، تغطي المعاملات غير التلامسية (غير رقم التعريف الشخصي) نطاق دفع يتراوح بين 5 إلى 100 دولار.
بشكل عام، هناك فئتان من البطاقات المصرفية غير التلامسية: بيانات الشريط الممغنط (MSD) و EMV بدون تماس.
تشبه بطاقات بيانات الشريط الممغنط غير اللاتلامسية البطاقات الممغنطة من حيث البيانات التي تشاركها عبر الواجهة غير الملامسة. توزع فقط في الولايات المتحدة يحدث الدفع بطريقة مشابهة للشريط الممغنط، دون رقم تعريف شخصي (PIN) وغالبا في وضع غير متصل بالشبكة (اعتمادا على المعلمات من المحطة). يعد مستوى الأمان لمثل هذه المعاملة أفضل من بطاقة الشريط الممغنط، حيث تقوم الشريحة بإنشاء شفرة يمكن التحقق منها بواسطة أنظمة مُصدر البطاقة.
تحتوي بطاقات EMV غير التلامسية على واجهتين (تلامسية وغير تلامسية) وتعمل كبطاقة EMV عادية عبر واجهة الاتصال الخاصة بها. توفر الواجهة غير التلامسية بيانات مماثلة لمعاملة جهة اتصال EMV ، ولكن عادةً ما تكون هناك مجموعة فرعية من الإمكانيات (على سبيل المثال، لن يسمح المُصدرون بزيادة الحد المالي للدفع عبر الطريقة غير التلامسية، مما يتطلب بدلاً من ذلك إدخال البطاقة في جهاز يستخدم التلامس بالبطاقة). قد تحمل بطاقات EMV «رصيد غير متصل بالإنترنت» مخزّن في الشريحة الخاصة بها، على غرار المحفظة الإلكترونية أو «محفظة» تستخدم لمستخدمي البطاقات الذكية الخاصة بالتنقل.

### الهوية
تطبيق ينمو بسرعة في بطاقات الهوية الرقمية. في هذا التطبيق، يتم استخدام البطاقات لمصادقة الهوية. المثال الأكثر شيوعًا هو بالتزامن مع البنية التحتية للمفاتيح العامة. ستُخزن البطاقة الذكية شهادة رقمية مشفرة صادرة من البنية التحتية للمفاتيح العامة إلى جانب أي معلومات أخرى ذات صلة أو مطلوبة حول حامل البطاقة. ومن الأمثلة على ذلك وزارة الدفاع الأميركية لها بطاقة الوصول المشترك (CAC)، واستخدام مختلف البطاقات الذكية من قبل العديد من الحكومات وبطاقات هوية لمواطنيها أصبح منتشر بكثرة. عند دمجها مع القياسات الحيوية، يمكن أن توفر البطاقات الذكية مصادقة ثنائية أو ثلاثية. البطاقات الذكية ليست دائمًا تقنية معززة للخصوصية، لأن الشخص يحمل معلومات ربما تدينه طوال الوقت. عن طريق استخدام البطاقات الذكية التي اللاتلامسية، والتي يمكن قراءتها دون الحاجة إلى إزالة البطاقة من المحفظة أو حتى الملابس الموجودة فيها، والذي يجعل المصادقة بالنسبة للناس ذات قيمة أكبر من السابق.

### آخرى
تستخدم الحكومة الماليزية تقنية البطاقات الذكية في بطاقات الهوية التي يحملها جميع المواطنين الماليزيين وغير المقيمين. يمكن قراءة المعلومات الشخصية داخل البطاقة الذكية (تسمى MyKad) باستخدام أوامر APDU الخاصة.

## الأمان
روج عن البطاقات الذكية أنها مناسبة لمهام التعريف الشخصية، لأنها مصممة لتكون مقاومة للعبث. تنفذ الشريحة المضمنة في البطاقة الذكية بعضا من خوارزمية التشفير. ومع ذلك، هناك عدة طرق لاستعادة بعض من الحالة الداخلية للخوارزمية.

### تحليل القوة التفاضلية
يتضمن تحليل القوة التفاضلية  قياس الوقت الدقيق والتيار الكهربائي لأنه مطلوب لبعض عمليات التشفير أو فك التشفير. ويُستخدم هذا غالبًا ضد خوارزميات المفتاح العمومي مثل RSA لاستنتاج المفتاح الخاص على الرقاقة، على الرغم من أن بعض تطبيقات الأصفار المتماثلة يمكن أن تكون عرضة للتوقيت أو لهجمات الطاقة أيضًا.

### التفكيك البدني
يمكن تفكيك البطاقات الذكية ماديًا باستخدام الحمض أو المواد الكاشطة أو بعض التقنيات الأخرى للحصول على وصول مباشر غير مقيد إلى المعالج الدقيق الخاص بالبطاقة. على الرغم من أن مثل هذه التقنيات تنطوي بوضوح على مخاطر عالية إلى حد ما لأنها قد تسبب ضرر دائم للرقاقة، إلا أنها تسمح باستخراج معلومات أكثر تفصيلاً (مثل الصور المجهرية من أجهزة التشفير).

### التجسس على اتصالات الـ NFC
من المطلوب أن تكون المسافة قصيرة (10 سنتيمتر أو 4 إنش) لتوفير الطاقة اللازمة لعمل البطاقة. ومع ذلك، يمكن التنصت على تردد الراديو عن بعد عدة أمتار.

## اهتمامات
معدل الفشل
تتميز البطاقة البلاستيكية التي تحتوي عليها الشريحة بالمرونة إلى حد ما، وكلما كانت الشريحة أكبر، كلما زاد احتمال الكسر. غالبًا ما يتم حمل البطاقات الذكية في محافظ أو جيوب - وهي بيئة قاسية إلى حد ما بالنسبة للرقاقة. ومع ذلك، بالنسبة للأنظمة المصرفية الكبيرة، فإن تكلفة إدارة الأعطال يمكن تعويضها عن طريق الحد من الاحتيال. يمكن استخدام حاوية البطاقة كبديل للمساعدة في منع البطاقة الذكية من الفشل.
الخصوصية
يمثل استخدام البطاقة الذكية للنقل الجماعي خطرًا على الخصوصية، لأن مثل هذا النظام يُمكّن مُشغل النقل الجماعي والبنوك والسلطات من تتبع حركة الأفراد. يمكن قول نفس الحجة عن البنوك التي تتعقب مدفوعات التجزئة. استخدمت هذه المعلومات بالتحقيق في تفجير ميرمان.
السرقة والاحتيال
لا تمنع التكنولوجيا اللاتلامسية استخدام رقم التعريف الشخصي (PIN) بالضرورة لمصادقة المستخدم، ولكن من الشائع أن لا تتطلب المعاملات ذات القيمة المنخفضة (الائتمان المصرفي أو بطاقة الخصم للمشتريات أو دفع أجرة النقل العام) رقم التعريف الشخصي. قد يؤدي ذلك إلى زيادة سرقة هذه البطاقات أو استخدامها بطريقة احتيالية من قبل من يجد بطاقة مفقودة.
الاستخدم في الخارج
تنقل شبكات البيانات الداخلية المعلومات بسرعة بين الأجهزة الطرفية والأنظمة المصرفية المركزية، بحيث يمكن مراقبة وإدارة حدود الدفع المتعلقة بالبطاقات اللاتلامسية. قد لا يكون ذلك ممكنًا مع استخدام هذه البطاقات عندما تكون بالخارج.  
كشف بطاقات متعددة
عند وجود بطاقتين أو أكثر من البطاقات اللاتلامسية على مقربة، قد يواجه النظام صعوبة في تحديد أي بطاقة هي التي سيستخدمها. قد يقوم قارئ البطاقة بسحب المال من البطاقة غير الصحيحة أو رفض كليهما. عادة ما تكون هذه مشكلة فقط حيث يستخدم مزود الخدمة بطاقة دفع لتسهيل الوصول - على سبيل المثال، يمكن استخدام المحفظة التي تحتوي على بطاقة وصول إلى موقف للسيارات وبطاقة دخول مبنى سكني والعديد من بطاقات الدفع غير التلامسية عند الدخول إلى موقف السيارات أو أيًا كان - يمكن لنظام دخول موقف السيارات اكتشاف بطاقته الخاصة في المحفظة وفتح الحاجز. ومع ذلك، في محل بيع بالتجزئة، يُنصح بإزالة البطاقة الفردية اللاتلامسية من المحفظة عند إجراء الدفع. وهذا على الأقل يمنح حامل البطاقة الفرصة للتواصل مع البطاقة التي يعتزم استخدامها في الدفع.